# Квазипотребность
Квазипотребность (англ. quaisi-needs) — напряжённая система (намерение), которая появляется в определенной ситуации, обусловливает деятельность человека и стремится к разрядке (удовлетворению). Данный термин введён основателем концепции групповой динамики, психологом Куртом Левиным.

## Понятие потребностей и квазипотребностей в школе К. Левина
Квазипотребности подразумевают под собой такие потребности, которые характеризуются социальной природой. Иначе говоря, квазипотребности не являются врождёнными и биологическими; они имеют динамические характеристики.
Совершение какой-нибудь деятельности обуславливает появление динамически заряжённой системы, возникающей в определённый момент времени и в определённой ситуации. Социальной потребность считается лишь потому, что она протекает в определённый момент; это не означает, что она социально обусловлена.
В школе К. Левина потребность рассматривается как динамическое состояние (активность), которое возникает у человека при осуществлении какого-нибудь намерения и действия. Так, считается, что потребность — движущая сила человеческой деятельности.
С точки зрения Курта Левина, определяющим для потребности считается динамический аспект: степень напряжённости (сильная или слабая) и коммуникация с другими потребностями.

### Сходства и различия квазипотребностей и «истинных» потребностей
Квазипотребности отличаются от «истинных» потребностей тем, что:
- «истинные» потребности являются устойчивыми системами, тогда как квазипотребности являются ситуативными, то есть возникают в данный момент времени.
- «истинные» потребности включают в себя потребность к труду (в терминологии К. Левина сюда входит профессиональная потребность, потребность к самоутверждению), тогда как квазипотребности связаны с конкретной ситуацией, происходящей в данный момент.
- «истинные» потребности стабильны по своей силе, тогда как квазипотребности стремятся к разрядке.

Тем не менее, между квазипотребностями и «истинными» потребностями есть и общее:
- квазипотребности не отличаются от «истинных» потребностей по строению и механизмам. Так, потребность является объективной нуждой, которая связана с внешним миром. Человек совершает определённую деятельность, направленную на удовлетворение конкретных потребностей в текущих условиях.
- квазипотребности имеют одинаковые с «истинными» потребностями закономерности протекания и выполняемые действие.

## Особенности квазипотребностей
Квазипотребности характеризуются следующими особенностями:
1. Квазипотребности социальны, то есть возникают ситуативно.
2. Они иерархически связаны с «истинными» потребностями. Между двумя видами потребностей осуществляется коммуникация. Так, квазипотребности являются механизмами повседневной деятельности, которые проявляются через действия и поступки.
3. Квазипотребность имеет стремление к удовлетворению.
4. Удовлетворение квазипотребности состоит в разрядке её динамического напряжения.

## Феномены возвращения к прерванному действию и лучшего воспроизведения незавершённых действий

### Эффект Овсянкиной
Для испытуемого любой эксперимент приобретает реальный смысл потому, что возникает некоторая заряженная система. Реализация данной системы может быть обусловлена различными факторами:
- Кто-то принимает участие в качестве испытуемого, так как хочет оказать услугу экспериментатору;
- Кому-то представляет интерес проверить свои навыки и способности.

Однако само намерение «быть испытуемым» является механизмом, порождающим квазипотребность.
Опыты М. Овсянкиной служат доказательством вышеупомянутых положений касательно квазипотребностей. В ходе этих экспериментов был описан (эффект Овсянкиной).

#### Методика эксперимента
Испытуемому дается простое задание, например, сложить фигуру из разрезанных частей, нарисовать предмет, решить головоломку, и он начинает решать данное задание.
По Левину, принятие задания означает возникновение намерения и заряженной системы (квазипотребности) у субъекта. Во время того как человек выполняет свое задание — осуществляет намерение — данная система разряжается. Поэтому, завершение задания будет означать снижение напряжения и, как следствие, разрядку системы.
В середине выполнения задания испытуемым экспериментатор (М. Овсянкина) прерывала испытуемого и просила выполнить его совершенно другое задание. Испытуемый брался за второе задание, которое отличалось от первого задания по структуре, и заканчивал его. Параллельно с выполнением второго задания испытуемым экспериментатору необходимо было искусно скрыть остатки первого задания, например, положить газету на материал. При окончании выполнения второго задания экспериментатор внимательно наблюдал за поведением испытуемого, но в то же время делал вид, что он занят другой деятельностью (искал что-то в столе, подходил к окну, что-то писал и так далее). Оказалось, 86 % испытуемых возвращались к выполнению прежнего, прерванного задания.

#### Интерпретация Курта Левина
Люди стремятся вернуться к выполнению прерванного задания, так как, став испытуемым, человек имеет квазипотребность, которую необходимо разрядить. Прерванное задание возвращает к себе испытуемого так как система, оставаясь заряженной, стремится к разрядке.
Курт Левин высказал предположение, что если квазипотребность определяет поведение человека, то её влияние тогда сказывается и в других видах психической деятельности, например, мнестической. Доказательством служит пример с официантом.

### Эффект Зейгарник
Блюма Вульфовна Зейгарник изучала влияние мотивационного компонента памяти на воспроизведение незавершенных действий.
Феномен воспроизведения незавершенных действий также исследовался автором теории поля Куртом Левином. Согласно его концепции, доступ к следам памяти сохраняется при наличии напряжения, которое возникает в самом начале совершения действия и не разрежается при неполном его выполнении.
Один случай, имевший место в жизни самого основателя школы, является фундаментальным примером теории поля. Однажды К. Левин сидел со своими студентами в кафе и обсуждал за столом с ними психологические эксперименты, неожиданно он подозвал официанта и спросил: «Скажите, пожалуйста, вон в том углу сидит парочка — что они заказали у вас?». Официант, даже не посмотрев в свою записную книжечку, ответил: «Это и это». — «Хорошо. А вон та парочка выходит. Что они ели?». И официант начал неуверенно называть блюда, задумывается.
Оказалось, что официант лучше запомнил то, что было заказано, но еще не подано, нежели то, что было заказано уже покинувшими кафе людьми. Такой результат расходится с постулатом ассоцианизма. Ведь по закону ассоциации официант должен был лучше запомнить то, что было заказано ушедшими людьми: он им подавал, они уплатили (была большая цепочка ассоциаций).
Левин объясняет данный феномен следующим образом: «…официант не запоминает то, что заказали уходящие люди, так как он их обслужил, они заплатили — система разрядилась; а другие только заказали, он их еще не обслужил, у него есть потребность к запоминанию заказа».
Для проверки этой гипотезы Б. В. Зейгарник провела несколько опытов. Феномен, изучаемый Блюмой Вульфовной, был назван в её честь — «Эффект Зейгарник».

### Методика опытов Зейгарник
Испытуемым предлагалась последовательность 18-20 заданий, половина из них прерывалась, а другая половина — завершалась испытуемыми. Когда испытуемый заканчивал последнее действие, экспериментатор невзначай просил перечислить, какие задания выполнял испытуемый.
Зейгарник заметила, что мнестическая функция работала определённым образом: сначала выполненные задания вспоминались «потоком», затем испытуемый активно перебирал варианты в памяти.
Получилось, что воспроизведение незавершенных (ВН) действий было почти в два раза больше, чем воспроизведение завершённых (ВЗ), в среднем данное отношение имеет следующий вид:
{\displaystyle {\text{ВН}}/{\text{ВЗ}}=1,9}
На основании полученных результатов, было выдвинуто предположение, что неразряженная система обуславливает лучшее воспроизведение заданий. Так, мнестическая операция определяется не количеством повторений или закрепившимися ассоциациями в прошлом опыте, а наличием заряженной системы, или квазипотребности. Намерение представляет собой напряженную динамическую систему, которая рассматривается как механизм какой-либо деятельности.
Если же испытуемому дается жёсткая инструкция: «Перечислите, пожалуйста, какие задания вы выполнили. Я хочу проверить вашу память», в отличие от первой инструкции, где просилось воспроизвести действия невзначай, эффект воспроизведения незавершенных действий перестает действовать:
{\displaystyle {\text{ВН}}/{\text{ВЗ}}=1,2}

#### Результаты опытов Зейгарник
Лучшее воспроизведение незавершённых действий свидетельствует о том, что намерение, проявившееся «в данной ситуации и в данный момент», включено в целостные внутрипсихические области; такое намерение направлено на будущее, и наличие заряженной системы, направленной на выполнение действия в будущем, приводило к установлению цели и обусловливало реальную деятельность данного момента — воспроизведения.
Во время второй инструкции для испытуемых возникла новая заряженная система; у них возникала необходимость выполнения нового намерения. Оказалось, что у таких испытуемых воспроизведение незавершенных действий снижается вследствие сформированного нового энергетического потенциала.
Также закон лучшее воспроизведения незавершённых действий не работает при усталости испытуемых. У людей, проработавших целый день или ночь, не возникает энергетического состояния.
В данных экспериментах были выделены разные группы испытуемых:
1. Так называемые «чистые» испытуемые, которые были готовы делать все, о чем просит экспериментатор;
2. «Деловые» испытуемые, которые выполняли задания ради самого задания.

#### Трудности проведения опытов Зейгарник
Представлялось сложным прервать большое количество заданий (9-10) так, чтобы испытуемый не подумал о «сумбурном» характере экспериментальной ситуации. Вначале испытуемые относились к эксперименту как к хаосу.
Из-за недоверчивости испытуемых к эксперименту, экспериментатором потребовалось научиться «играть в определённую роль» — терминология школы К. Левина — роль экспериментатора опредёлённого типа с подходящей моторикой, интонацией, что не сразу и не всем удавалось.

### Выводы
Эксперименты учениц Курта Левина М. Овсянкиной и Б. Зейгарник выявили, что удовлетворение потребности состоит в ее разрядке, в изменении динамики состояния.
Таким образом, феномен возвращения к прерванному действию и лучшего воспроизведения незавершенных действий послужил Курту Левину доказательством того, что для природы наших психических процессов существенным является их динамика, возникающая в данной ситуации.
Детерминирующим фактором психической деятельности является динамическая сторона намерения.

## Феномен забывания намерений
В классических опытах Г. В. Биренбаум изучалось забывание намерений.

### Методика опытов Г. В. Биренбаум
Испытуемый выполняет ряд заданий в письменном виде на разложенных перед ним листочках. Также необходимо подписать каждый лист своим полным именем. Важно, чтобы инструкция о подписи четко подчеркивалась, чтобы создать впечатление, что подпись в данной ситуации важна. Подпись являлась тем намерением, забывание или выполнение которого исследовалось в опытах Г. Биренбаум. Среди различных заданий, которые выполнялись испытуемыми, было задание изобразить собственную монограмму.
Были выделены следующие факторы, которые влияют на выполнения намерения (подписи):
1. значимость намерения;
2. эмоциональная окрашенность намерения;
3. степень связи с основной деятельностью;
4. наличная ситуация (психологическое поле);
5. личностные особенности испытуемых.

Было показано, что успешность выполнения намерения зависит от силы и направленности такого источника и от наличия противоположно направленных истинных потребностей.
Намерения могут отличаться по степени связи с основной деятельностью испытуемого, которая в эксперименте была представлена выполнением главного задания.

### Содержание опытов Г. В. Биренбаум
Оказалось, что если намерение тесно связано с основной деятельностью, то оно не забывается почти никогда. Следующие друг за другом главные задания, родственные по содержанию, образуют обширную, динамически относительно единую общую область, в которую включается напряженная система намерения.
Однако если же новое задание не является частью общей области, то намерение забывается. Такие действия не связаны между собой и не выстраивают общую динамическую систему.
Экспериментами было показано, что при переходе к новому по содержанию заданию или неожиданной дополнительной паузе намерение забывается.

### Результат опытов Г. В. Биренбаум
Во-первых, Г.В. Биренбаум отмечает, что намерение-подпись почти всегда забывалось при выполнении монограммы, то есть при выполнении родственного действия. При выполнении монограммы динамическая система уже разрядилась так, что у испытуемых уже не было намерения оставить свою подпись на листе с изображенной монограммой.
Во-вторых, интересен следующий нюанс: если монограмма приобретала характер художественного выполнения (когда испытуемые старались, например, нарисовать красивую монограмму), подпись не забывалась. Для испытуемых данные действия не являлись родственными, а, наоборот, образовывали единую общую область. Намерение-подпись всегда следовало после выполнения основного задания - изображения монограммы в художественном исполнении.
Однако, в-третьих, подпись забывалась, если монограмма означала лишь начальные буквы имени. Намерение-подпись занимает уже другое место в этой структуре.

### Выводы опытов Г. В. Биренбаум
Фактически намерение по своим динамическим свойствам приближается здесь к автоматизированному действию. Для автоматизированного действия характерно полное распадение при изменений условий деятельности.
Для выполнения намерения-подписи значимыми оказываются такие условия, как сохранение того же цвета и величины листа, определённого промежутка времени. При нарушении любого из этих условий резко ухудшается выполнение подписи.
В том случае, когда намерение превращается в подчинённую операцию, к тому же логически не связанную с выполнением основной деятельности, оно забывается и не выполняется человеком.

## Примечание
1. 1 2 3 4  Зейгарник Б. В. Понятия квазипотребности и психологического поля в теории К. Левина. М.: Изд-во Моск. ун-та, 1981. С.18—32, 43—51.
2. ↑  Owsiankina M. Die Wiederaufnahme unterbrochenen Handlungen.—"Psych. Forsch.", 1928, Bd 10.
3. ↑  Zeigarnik B. Uber das Behalten erledigter und unerlegiter Handlungen.— «Psych. Forsch.», 1927, Bd 9.
4. ↑  Birenbaum G. Das Fergessen einer Fornahme.— «Psych. Forschung», 1931.

не понятно почему незабывается подпись/намерение когда монограмма имеет художественную окраску. Художественная монограмма ведь больше похожа на подпись намерение чем обычными буквами написанная монограмма